# بدلا
بدلا (به انگلیسی: Bedla) یک منطقهٔ مسکونی در هند است که در اودی‌پور واقع شده‌است. بدلا ۵٬۷۶۶ نفر جمعیت دارد.